# Gunnera ecuadoriana
Gunnera ecuadoriana là một loài thực vật có hoa trong họ Dương nhị tiên. Loài này được Gilli mô tả khoa học đầu tiên năm 1981.